# Servais Stradivarius

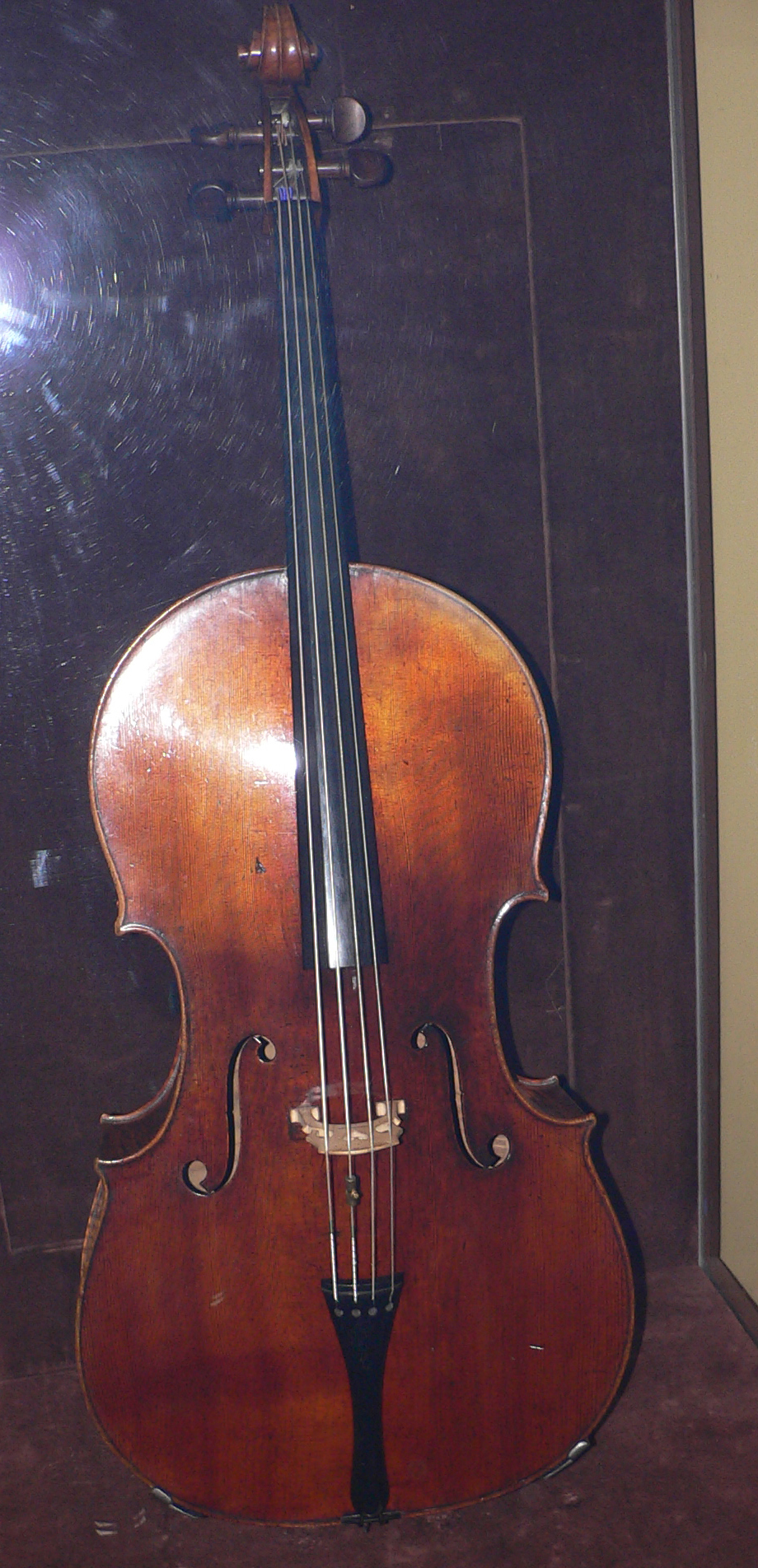
Archivo: Adrián Pellegrini.

Servais Stradivarius violonchelo fabricado por Antonio Stradivari en 1701, considerado, por su magnífica conservación y su restauración no invasiva, el instrumento más original del maestro de Cremona. Su más famoso propietario, y de quien recibe su nombre, fue el violonchelista belga Adrien François Servais, quien lo adquirió probablemente en Rusia, de la princesa Youssopov, hacia 1848. Tras la muerte del chelista fue heredado por su hijo Joseph y, tras muchas vicisitudes, fue adquirido por el Smithsonian Institute en 1981. Desde diciembre de 1987 está expuesto junto al Cuarteto Stradivarius de Herbert R. Axelrod el la Sala de Instrumentos Musicales del Museo Smithsoniano en Washington D. C. 
Su característica principal es la especial proporción del instrumento. El tamaño de la caja de los violonchelos Stradivarius es variable, entre 72,3 y 78,7 cm, y este ejemplar de 1701 tiene el tamaño máximo, con un mástil proporcionado, frente al resto de los chelos de la época que solían tener menor tamaño, acercándose al tamaño medio de la viola da gamba. 
Este instrumento es cedido por los Museos Smithsonianos para la celebración de diversos conciertos en su sede y a determinados solistas para conciertos y grabaciones, entre las que destacan las seis suites para violoncelo solo de Johann Sebastian Bach (1992), interpretadas por el neerlandés Anner Bylsma.
- Datos: Q565404